# Jorge Rodríguez
Jorge Rodríguez Esquivel (Toluca, 1968. április 18. – 2024. augusztus 8.) válogatott mexikói labdarúgó, középpályás. 

## Pályafutása

### Klubcsapatban
1988 és 1995 között a Deportivo Toluca játékosa volt, melynek színeiben 1989-ben mexikói kupát nyert. 1995 és 1988 között a Santos Laguna csapatában játszott. 2001 és 2004 között a Pachuca együttesében szerepelt, ahol két bajnoki címet szerzett és 2002-ben megnyerte a CONCACAF-bajnokok kupáját. 

### A válogatottban
1991 és 1996 között 40 alkalommal szerepelt az mexikói válogatottban és 3 gólt szerzett. Részt vett az 1994-es világbajnokságon, ahol a Bulgária elleni nyolcaddöntő büntetőpárbajában kihagyta a büntetőt. Részt vett az 1995-ös Copa Américán, illetve tagja volt az 1995-ös konföderációs kupán bronzérmes és az 1993-as CONCACAF-aranykupán aranyérmet szerző csapatnak is. 

## Sikerei, díjai
Deportivo Toluca
- Mexikói kupagyőztes (1): 1989

Santos Laguna
- Mexikói bajnok (1): Invierno 1996

CF Pachuca
- Mexikói bajnok (2): Invierno 2001, Apertura 2003
- CONCACAF-bajnokok kupája (1): 2002

Mexikó
- CONCACAF-aranykupa győztes (1): 1993
- Konföderációs kupa bronzérmes (1): 1995